# 瑞士屋站
瑞士屋站（英語：Swiss Cottage tube station）是倫敦地鐵的一個車站，位於北倫敦瑞士屋。瑞士屋站是朱比利線的車站，位於倫敦第2收費區。車站開通於1939年11月20日。

## 外部連結
- London Transport Museum Photographic Archive （页面存档备份，存于）
  - Subway entrance to station, 1953
  - Platform, 1946